# Owen Wyn Owen
Owen Wyn Owen (1925 - 13 mars 2012) était un ingénieur gallois, enseignant et restaurateur d'automobile et de mécanique. Il a vécu à Capel Curig, Snowdonia. Il a passé sa vie professionnelle comme professeur en génie mécanique au Collège Technique Caernarfonshire de Bangor, mais il est surtout connu pour ses réalisations extérieures. Il est mort en mars 2012.

## Restauration deBabs

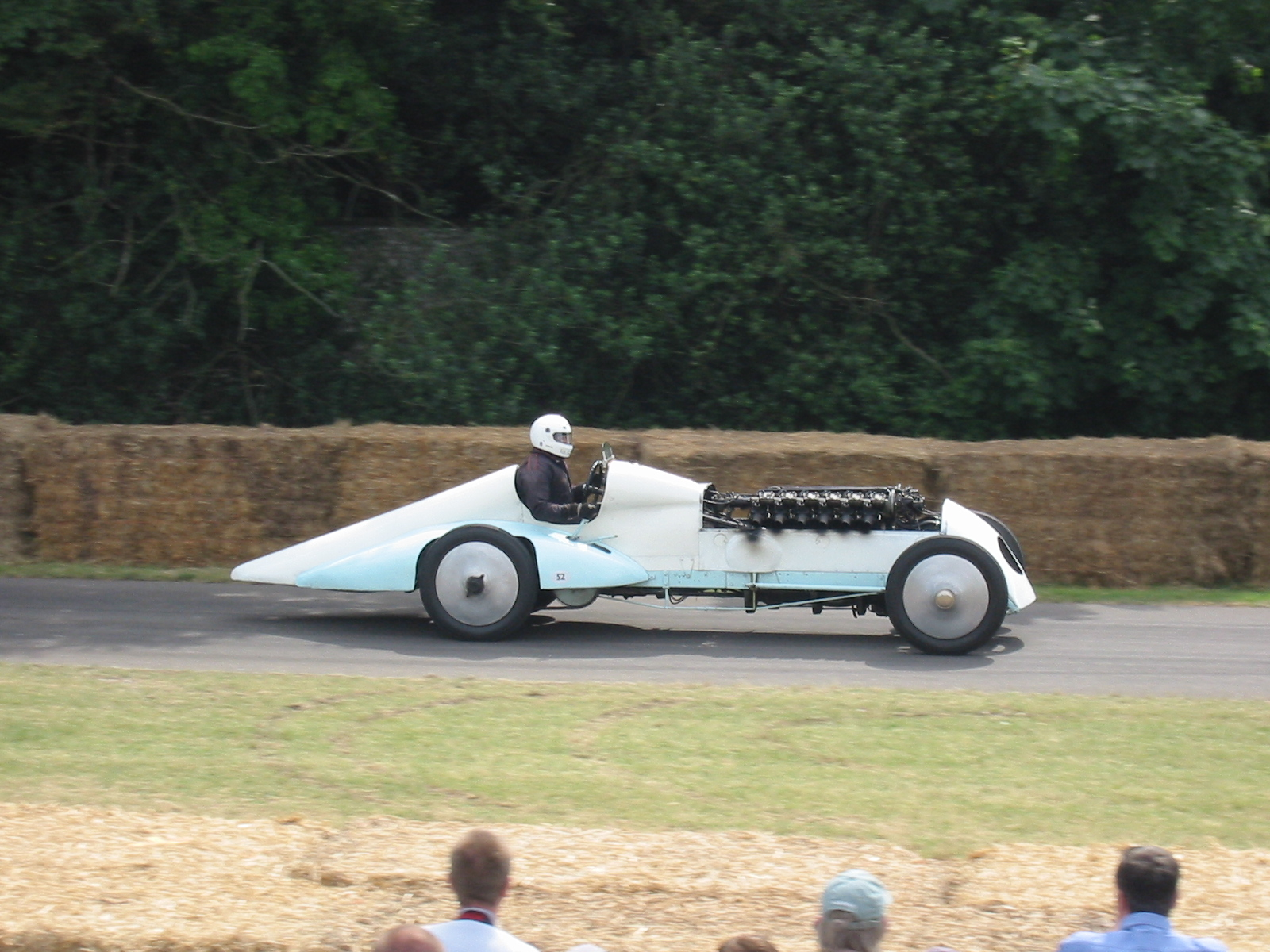
Babs, en 2005

Son plus célèbre projet de restauration, qui a reçu l'attention du monde entier, a été l'excavation et la restauration de Babs, la voiture de records enterrée depuis 40 ans sur une plage à marée. « Babs » a été la voiture qui, en 1927, pilotée par J. G. Parry-Thomas, tentait de battre les records de vitesse sur terre de l'époque (290 km/h), s'est écrasée et tua le pilote. La voiture a été enterrée à l'endroit où l'accident s'est produit sur la plage de Pendine Sands.
En 1967, Wyn Owen, après avoir obtenu la permission de la famille du pilote disparu, décida d'excaver et de restaurer Babs. Après seize ans de travail, la voiture a été testée avec succès au Helyg Straight au début des années 1970 et a ensuite fait l’objet d'une démonstration réussie devant la presse et la télévision mondiales sur un terrain d'aviation près de RAF Valley, Anglesey.
Les travaux de restauration ont eu lieu dans le garage d'Owen à Capel Curig et « Babs » est maintenant exposée au Musée de la Vitesse de Pendine pendant les mois d'été.
En 1999, Owen a reçu le Tom Pryce trophée, gravé avec les mots Atgyfodwr Babs (anglais : Resurrector of Babs, ressusciteur de Babs).